# Gennaro Di Carlo
Gennaro Di Carlo (Santa Maria Capua Vetere, 29 agosto 1973) è un allenatore di pallacanestro italiano.